# Teach-in (Technik)
Teach-in (engl., etwa: „Einlernen“; auch: Teachen) bezeichnet ein Verfahren zur Programmierung eines Roboters. Dazu fährt der Programmierer als Tutor den Roboter mit einer Steuerkonsole in die gewünschte Position. Alle auf diesem Weg erreichten Koordinaten (Punkte) werden in der Steuerung gespeichert. Dieser Schritt wird so oft und lange wiederholt, bis ein gesamter Arbeitszyklus einmal durchlaufen ist.
Der Programmablauf besteht darin, dass der Roboter alle gespeicherten Punkte autonom anfährt. Für die Bewegung zwischen den einzelnen Punkten können Parameter eingegeben werden. So sind die Geschwindigkeit und die Beschleunigung einstellbar, bei einigen Robotern ist auch eine Angabe der notwendigen Genauigkeit möglich.

## Point-to-Point und Continuous Path
Man unterscheidet bei der Fahrt des Roboters grundsätzlich zwei verschiedene Varianten:
P2P: Point-to-Point: Der Roboter fährt von Punkt n nach Punkt n+1, wobei der geometrisch günstigste Weg gewählt wird. Diese Methode ist schnell, führt aber zu einem unbekannten Pfad zwischen den Punkten. Diese Fahrt ist in aller Regel keine Gerade.
Ist der Arbeitszyklus so programmiert, kann der Roboter im Folgenden die Trajektorie aus den gespeicherten Punkten autonom und in beliebiger Geschwindigkeit mit einer PTP-Steuerung nachfahren. Die nicht definierte Bewegung zwischen den einzelnen Punkten kann durch Parameter vorgegeben werden. So sind die Geschwindigkeit sowie die Beschleunigung wählbar und für eine gleichmäßige Bewegung kann die PTP-Steuerung mit Überschleifen gewählt werden.
CP: Continuous Path: Hier wird der Roboter angewiesen, nicht nur von einem Punkt zum anderen zu fahren, sondern zusätzlich einem vorgegebenen Pfad zu folgen. Diese Fahrt ist i. d. R. langsamer als P2P, dafür wird aber ein bestimmter Pfad nur innerhalb geringer Toleranzen verlassen. Diese Methode eignet sich für komplexe Fügevorgänge, bei denen es weniger auf Geschwindigkeit als auf Genauigkeit (z. B. wegen Hindernissen) ankommt.